# 四翼芭蕉螺
四翼芭蕉螺（学名：Pteropurpura adunca adunca），是新腹足目骨螺科Pteropurpura的一种。主要分布于韩国、中国大陆、台湾，常栖息在浅海珊瑚礁、岩石底、低潮线下至水深200米。